# Coupe Dunsmore
Pour les articles homonymes, voir Dunsmore.
La Coupe Dunsmore est un trophée sportif canadien, présenté annuellement au vainqueur du circuit de football universitaire RSEQ de U Sports. Il est décerné une première fois en 1980 au champion de la Conférence Ontario-Québec de Football Inter-Collégial (OQIFC). Depuis 2001, après le départ de l'Université Queen's et de l'Université d'Ottawa de la Conférence Ontario-Québec de Football Inter-Collégial, le trophée est remis au champion universitaire du Réseau du sport étudiant du Québec (RSEQ).
Le vainqueur de la Coupe Dunsmore peut participer à l'une des deux coupes de demi-finale nationale, la Coupe Mitchell ou la Coupe Uteck, et affronter un des champions des trois autres conférences de U Sports.
La coupe Dunsmore a été nommée en l'honneur de Robert L. Dunsmore, un diplômé en génie de 1915 de l'Université Queen's. Dunsmore a joué au football étudiant avec les Golden Gaels en 1913 et 1914 et a travaillé dans l'industrie du pétrole jusqu'à sa retraite en 1958. Au moment de donner le trophée, Bob Dunsmore était l'ancien joueur de Queen's vivant le plus âgé à 93 ans.

## Championnats
| Date        | Équipe gagnante                                     | Pointage                                            | Équipe perdante                                     | Pointage                                            | Lieu                                                |
| ----------- | --------------------------------------------------- | --------------------------------------------------- | --------------------------------------------------- | --------------------------------------------------- | --------------------------------------------------- |
| 1980-11-08  | Université d'Ottawa                                 | 13                                                  | Université Queen's                                  | 12                                                  | Ottawa, ON                                          |
| 1981-11-14  | Université Queen's                                  | 26                                                  | Université McGill                                   | 19                                                  | Montréal, QC                                        |
| 1982-11-06  | Université Concordia                                | 25                                                  | Université Queen's                                  | 15                                                  | Montréal, QC                                        |
| 1983-11-05  | Université Queen's                                  | 36                                                  | Université McGill                                   | 5                                                   | Kingston, ON                                        |
| 1984-11-10  | Université Queen's                                  | 37                                                  | Université Bishop's                                 | 35                                                  | Lennoxville, QC                                     |
| 1985-11-16  | Université Carleton                                 | 46                                                  | Université Concordia                                | 21                                                  | Ottawa, ON                                          |
| 1986-11-08  | Université Bishop's                                 | 38                                                  | Université de Carleton                              | 19                                                  | Lennoxville, QC                                     |
| 1987-11-07  | Université McGill                                   | 32                                                  | Université Bishop's                                 | 16                                                  | Lennoxville, QC                                     |
| 1988-11-05  | Université Bishop's                                 | 16                                                  | Université Queen's                                  | 7                                                   | Lennoxville, QC                                     |
| 1989-11-04  | Université Queen's                                  | 39                                                  | Université d'Ottawa                                 | 18                                                  | Kingston, ON                                        |
| 1990-11-10  | Université Bishop's                                 | 20                                                  | Université Queen's                                  | 9                                                   | Lennoxville, QC                                     |
| 1991-11-09  | Université Queen's                                  | 34                                                  | Université Bishop's                                 | 31                                                  | Lennoxville, QC                                     |
| 1992-11-07  | Université Queen's                                  | 32                                                  | Université Bishop's                                 | 6                                                   | Lennoxville, QC                                     |
| 1993-11-06  | Université Concordia                                | 10                                                  | Université Bishop's                                 | 7                                                   | Lennoxville, QC                                     |
| 1994-11-05  | Université Bishop's                                 | 14                                                  | Université McGill                                   | 7                                                   | Montréal, QC                                        |
| 1995-11-11  | Université d'Ottawa                                 | 8                                                   | Université Queen's                                  | 3                                                   | Ottawa, ON                                          |
| 1996-11-09  | Université d'Ottawa                                 | 20                                                  | Université McGill                                   | 11                                                  | Ottawa, ON                                          |
| 1997-11-08* | Université Queen's                                  | 7                                                   | Université d'Ottawa                                 | 24                                                  | Kingston, ON                                        |
| 1998-11-15  | Université Concordia                                | 17                                                  | Université Laval                                    | 12                                                  | Montréal, QC                                        |
| 1999-11-13  | Université Laval                                    | 38                                                  | Université d'Ottawa                                 | 6                                                   | Québec, QC                                          |
| 2000-11-11  | Université d'Ottawa                                 | 26                                                  | Université Laval                                    | 9                                                   | Sainte-Foy, QC                                      |
| 2001-11-10* | Université McGill                                   | 14                                                  | Université Laval                                    | 42                                                  | Sainte-Foy, Qc                                      |
| 2002-11-09  | Université McGill                                   | 10                                                  | Université Concordia                                | 6                                                   | Montréal, QC                                        |
| 2003-11-09  | Université Laval                                    | 59                                                  | Université Concordia                                | 7                                                   | Québec, QC                                          |
| 2004-11-13  | Université Laval                                    | 30                                                  | Université de Montréal                              | 12                                                  | Montréal, QC                                        |
| 2005-11-24  | Université Laval                                    | 19                                                  | Université de Montréal                              | 13                                                  | Québec, QC                                          |
| 2006-11-11  | Université Laval                                    | 28                                                  | Université Concordia                                | 12                                                  | Québec, QC                                          |
| 2007-11-10  | Université Laval                                    | 35                                                  | Université Concordia                                | 10                                                  | Québec, QC                                          |
| 2008-11-08  | Université Laval                                    | 27                                                  | Université Concordia                                | 17                                                  | Québec, QC                                          |
| 2009-11-14  | Université Laval                                    | 31                                                  | Université de Montréal                              | 7                                                   | Québec, QC                                          |
| 2010-11-13  | Université Laval                                    | 22                                                  | Université de Sherbrooke                            | 17                                                  | Québec, QC                                          |
| 2011-11-12  | Université Laval                                    | 30                                                  | Université de Montréal                              | 7                                                   | Québec, QC                                          |
| 2012-11-10  | Université Laval                                    | 40                                                  | Université de Sherbrooke                            | 17                                                  | Québec, QC                                          |
| 2013-11-09  | Université Laval                                    | 14                                                  | Université de Montréal                              | 11                                                  | Québec, QC                                          |
| 2014-11-15  | Université de Montréal                              | 12                                                  | Université Laval                                    | 9                                                   | Québec, QC                                          |
| 2015-11-14  | Université de Montréal                              | 18                                                  | Université Laval                                    | 16                                                  | Québec, QC                                          |
| 2016-11-12  | Université Laval                                    | 20                                                  | Université de Montréal                              | 17                                                  | Montréal, QC                                        |
| 2017-11-11  | Université Laval                                    | 25                                                  | Université de Montréal                              | 22                                                  | Québec, QC                                          |
| 2018-11-10  | Université Laval                                    | 14                                                  | Université de Montréal                              | 1                                                   | Québec, QC                                          |
| 2019-11-09  | Université de Montréal                              | 25                                                  | Université Laval                                    | 10                                                  | Québec, QC                                          |
| 2020        | Saison annulée en raison de la pandémie de COVID-19 | Saison annulée en raison de la pandémie de COVID-19 | Saison annulée en raison de la pandémie de COVID-19 | Saison annulée en raison de la pandémie de COVID-19 | Saison annulée en raison de la pandémie de COVID-19 |
| 2021-11-14  | Université de Montréal                              | 28                                                  | Université Laval                                    | 19                                                  | Montréal, QC                                        |
| 2022-11-12  | Université Laval                                    | 25                                                  | Université de Montréal                              | 24                                                  | Québec, QC                                          |
| 2023-11-11  | Université de Montréal                              | 12                                                  | Université Laval                                    | 6                                                   | Montréal,QC                                         |
| 2024-11-09  | Université Laval                                    | 22                                                  | Université de Montréal                              | 17                                                  | Québec,QC                                           |

(*) Ottawa (1997) et Laval (2001) ont dû abandonner leur titre pour avoir utilisé un joueur non admissible pendant la saison.

## Statistiques
| Team                     | PJ | V  | D  | %    |
| ------------------------ | -- | -- | -- | ---- |
| Université Laval         | 25 | 17 | 8  | .680 |
| Université Queen's       | 12 | 7  | 5  | .583 |
| Université de Montréal   | 15 | 5  | 10 | .333 |
| Université d'Ottawa      | 7  | 4  | 3  | .571 |
| Université Bishop's      | 9  | 4  | 5  | .444 |
| Université McGill        | 7  | 3  | 4  | .429 |
| Université Concordia     | 9  | 3  | 6  | .333 |
| Université Carleton      | 2  | 1  | 1  | .500 |
| Université de Sherbrooke | 2  | 0  | 2  | .000 |

Note: depuis 2001, l'Université Queen's et l'Université d'Ottawa jouent dans la Conférence de l'Ontario et ne compétitionnent plus pour la Coupe Dunsmore.